# الدوري الإسواتيني الممتاز 2018-19
الدوري الإسواتينيي الممتاز 2018-19 (بالإنجليزية: 2018–19 Premier League of Eswatini)‏ هو الموسم 43 من الدوري الإسواتيني الممتاز. أشرف على تنظيمه اتحاد إسواتيني لكرة القدم، وكان عدد الأندية المشاركة فيه 14، وفاز فيه نادي غرين مامبا.